# Дејвид Кавердејл
Дејвид Кавердејл (енгл. David Coverdale; Солтбурн на мору, 22. септембар 1951) енглески је рок музичар, препознатљивог високо-тонског гласа. Пре Вајтснејка, Кавердејл је био главни певач групе Дип перпл од 1973. до 1976. године, након чега је успоставио соло каријеру. Сарадња са Џимијем Пејџом резултирала је албумом који је 1993. године добио сертификат Платинум. Године 2016, Кавердејл је примљен у Дворану славних рокенрола као члан групе Дип перпл, одржавши један од уводних говора бенда. Кавердејл је посебно познат по свом моћном блуз-нијансираном гласу.

## Рани живот
Кавердејл је рођен 22. септембара 1951, у Солтберу у јоркширском Норт Рајдингу у Енглеској, као син Томаса Џозефа Кавердејла и Винифред Меј (Робертс) Кавердејл. Око 14. године почео је професионално да наступа и развија свој глас. „Мислим да ми се глас није сломио", објаснио је у интервјуу за часопис Саундс 1974. године. „И тада сам први пут научио како да певам трбухом, што звучи глупо, али се потпуно разликује од нормалног гласа." Кавердејл је почео да наступа са локалним бендовима Винтиџ 67 (1966–68), The Government (1968–72) и Fabulosa Brothers (1972–73).

## Музичка каријера
Кавердејл је био трећи певач британског хард рок бенда Deep Purple и касније свог бенда Whitesnake. Многи критичари су га проглашавали за двојника Роберта Планта, једног од најбољих рок певача, због таласасте плаве косе и сличне боје гласа. Дејвид Кавердејл се такође истицао писањем песама, још као члан групе Deep Purple хитовима као што су: „Burn“, „Soldier of Fortune“, „Stormbringer“, „Lady Lyck“, а већину песама је писао за свој бенд Whitesnake. Радио је музику за филм Дани грома. Сарађивао је са гитаристом Џимијем Пејџом, са којим је издао албум „Coverdale - Page“ 1993. године.

### Рана каријера

#### Дип перпл (1973–1976)
Године 1973, Ковердејл је видео чланак у копији Мелоди Мејкера, у којем је писало да Дип перпл иде организује аудицију за певаче који ће заменити Ијана Гилана. Ковердејл је предводио локалну групу под називом The Government, која је свирала са Дип перпл на истим наступима 1969. године, тако да су он и бенд били упознати једни с другима, а након слања траке и касније аудиције, Ковердејл, који поседује вокални опсег легиеро тенора, примљен је у бенд, а басиста Глен Хјуз је такође додао свој вокал.
У фебруару 1974, Дип перпл су објавили свој први албум са Ковердејлом и Хјузом, под називом Burn, који је 20. марта 1974. у САД добио златни сертификат, а 1. јула у Великој Британији. Априла 1974, Ковердејл и Дип перпл су наступили пред преко 200.000 гледалаца на његовом првом путовању у Сједињене Државе на Калифорнија Џаму.
У децембру 1974, Burn је пратио Stormbringer, који је такође био рангиран као златни албум у САД и Великој Британији. Функ и соул утицаји претходне плоче су овде били још израженији и то је био један од разлога зашто је гитариста Ричи Блекмор напустио бенд у јуну 1975. године.
Уместо да се распусте, Ковердејл је био кључан у убеђивању бенда да настави са америчким гитаристом Томијем Болином (од славе Билија Кобама и Џејмс Ганга). Како је то рекао Џон Лорд, „Дејвид Ковердејл ми је пришао и рекао: 'Молим вас, одржите бенд на окупу.' Дејвид ми је пустио албум који је Томи урадио са Билијем Кобамом. Свидело нам се његово свирање на њему и позвали смо Томија на аудицију.” Бенд је издао један студијски албум са Болином, Come Taste the Band 1975, који је био мање комерцијално успешан од претходних плоча. Промотивна турнеја се показала тешком, јер су и Хјуз и Болин имали навике конзумирања дроге. У марту 1976. године, на крају завршног наступа на турнеји, Ковердејл је наводно отишао у сузама и поднео оставку, на шта му је речено да више нема бенда да напусти. Одлуку о распуштању Дип перпла донели су неко време пре последње емисије Лорд и Ијан Пејс (последњи преостали оригинални чланови), који то никоме другом нису рекли. Раскид је коначно објављен у јулу 1976. Кавердејл је у једном интервјуу рекао: „Био сам уплашен да напустим бенд. Перпл је била мој живот, Перпл ми је омогућио напредак, али сам ипак желео да изађем.”

#### Рано доба Вајтснејка (1978–1982)
Након што је снимио Northwinds, Ковердејл је убрзо основао бенд Вајтснејк, са Бернијем Марсденом и Микијем Мудијем који су обављали дужности гитаре. Иако је ово првобитно био бенд на турнеји за Ковердејлов први соло албум, убрзо се развио у бенд са пуним радним временом. Почетком 1978, бенд је објавио Snakebite EP, који је касније препакован у пун албум (назван Snakebite, објављен у јуну 1978. године), са Б-страном преузетом са Ковердејловог албума Northwinds. За следећи албум, Trouble, Ковердејлу се придружио његов бивши колега из групе Дип перпл, клавијатуриста Џон Лорд. За Вајтснејков албум из 1980. Ready an' Willing, групи се придружио и бубњар Ијан Пејс. Ready an' Willing је такође представио највећи хит бенда до тада, песму „Fool for Your Loving”, која је достигла 13. место на британским листама и 53. место на америчкој Билборд Хот 100 листи. Ту нумеру је пратила још успешнија Come an' Get It 1981. Током 1982. Ковердејл је узео мало слободног времена како би се бринуо о својој болесној ћерки и одлучио да стави Вајтснејк на чекање. Када се Дејвид Ковердејл вратио музици, реформисао је бенд, који је након тога снимио албум Saints & Sinners.

### Пробој

#### Међународни успех Вајтснејка (1983–1991)
Вајтснејк је стекао значајну популарност у Великој Британији, Европи и Азији, али успех Северне Америке остао је недосежан. Године 1984, албум Slide It In је имао ефекта на америчке топ-листе (достигавши #40), али је то недовољно да би се сматрао хитом. На време за америчко издање Slide It In, Ковердејл је направио прорачунати покушај да ажурира звук и изглед Вајтснејка тако што је ангажовао гитаристу Џона Сајкса из остатака групе Thin Lizzy. Сајкс је са собом донео савременији, агресивнији звук гитаре и имао је сценске манире који су томе одговарали. Последње преостале везе са Дип перплом су прекинуте када је Џон Лорд отишао након снимања Slide It In да би поново формирао Дип перпл. (Ијан Пејс је напустио Вајтснејк 1982. године)
Године 1985, Сајкс и Ковердејл су почели да раде на новим песмама за следећи албум, али је Ковердејл убрзо добио озбиљну инфекцију синуса која је учинила снимање готово немогућим током већег дела 1986. и због које су лекари помислили да он можда никада више неће певати. Ковердејл се на крају опоравио, а снимање је настављено. Али пре него што је њихов предстојећи албум у потпуности снимљен и објављен, Ковердејл је отпустио Сајкса из бенда. Раскид са Сајксом, наводно, није био пријатељски.

## Лични живот
Кавердејл се венчао 1974. године са Џулијом Борковски из Немачке, а њихова ћерка Џесика рођена је 1978. године. Други брак Кавердејла био је са бившом манекенком и глумицом Тавни Китејн, од 17. фебруара 1989. до развода две године касније, априла 1991. Китејн је била позната по њеним провокативним појављивања у музичким спотовима Вајтеснејка за „Here I Go Again“, „Is This Love” и „Still of the Night“. Од 1997, он живи са трећом супругом Синди, ауторком (The Food That Rocks). Они имају једног сина по имену Џаспер.
Дана 1. марта 2007. године, Кавердејл је постао амерички држављанин, на церемонији у Рену, Невада, и сада има двојно држављанство САД/УК. Он је живео у Инклајн Вилиџу у Невади више од 20 година.

## Дискографија
Соло албуми
- 1977
- 1978
- 1990  – песма представљена на соундтраку Дани грома
- 1993  (са Џимијем Пејџом)
- 2000

### Гостовања
- 1974 Роџер Гловер –
- 1974 Џон Лорд –
- 1976 Еди Хардин –
- 1978 Барби Бентон –
- 1990 Стив Вај –
- 1992 Берни Марсден –
- 1995 Јанг & Муди –
- 2000 Берни Марсден –
- 2003 Тони Франклин –
- 2014 Адријан Банденберг –
- 2014 Берни Марсден –
- 2015 Фил Коленов Делта Дип –

### Филмски и ТВ наступи
- 1977
- 1990
- 2011
- 2012
- 2013
- 2016